# 深绿黄耆
深绿黄耆（学名：Astragalus euchlorus）是豆科黄芪属的植物，为中国的特有植物。分布在中国大陆的四川等地，生长于海拔3,400米的地区，见于公路边，目前尚未由人工引种栽培。